# Inmigración portuguesa en Canadá
La inmigración portuguesa en Canadá constituye uno de los mayores movimientos migratorios provenientes del sur de Europa hacia Canadá.
Los azorianos constituyen la mayoría dentro de la comunidad portuguesa de Canadá, seguidos por aquellos provenientes de Madeira y en tercer lugar por aquellos provenientes del sector continental portugués.